# Alpheus glaber
Alpheus glaber is een garnalensoort uit de familie van de Alpheidae. De wetenschappelijke naam van de soort is voor het eerst geldig gepubliceerd in 1792 door Olivi.